# Bellahøj Friluftsscene
Bellahøj Friluftsscene er en friluftsscene ved Bellahøjhusene. Scenen er udformet som et amfiteater med plads til 2000 siddende gæster, og er opbygget af de store jordmængder, der blev tilovers ved udgravningen til Bellahøjhusene. Scenen er tegnet af landskabsarkitekten C.Th. Sørensen, og blev indviet i 1953. Det er et meget enkelt anlæg med stramme linjer og stor respekt for både æstetik og funktion og med en smuk beliggenhed på toppen af København. Gennem tiden er scenen benyttet til en lang række forestillinger, koncerter og optrædener, desuden afholdes hvert år Sankt Hans-bål.
Anlægget bærer præg af mange års brug og fremstår i dag nedslidt og tilvokset. Som en af Københavns få friluftsscener har den en national og regional værdi og fungerer i dag som et vigtigt aktiv lokalt. Dertil rummer Bellahøj Friluftsscene og omgivelserne en kulturhistorisk kvalitet.